# 2022년 아시안 게임 야구
2022년 아시안 게임 야구는 2023년 9월 26일부터 10월 7일까지 중화인민공화국 사오싱시에서 열렸다. WBSC 랭킹 순위 상위 6개 팀이 본선라운드에 자동 진출했다. 나머지 하위랭킹 순위 3개 팀이 1라운드에서 경쟁을 펼쳤고, 상위 2개 팀이 2라운드에 진출했다.

## 메달리스트
| 종목        | 금             | 은                  | 동         |
| ----------- | -------------- | ------------------- | ---------- |
| 남자 자세히 | 대한민국 (KOR) | 중화 타이베이 (TPE) | 일본 (JPN) |

## 조편성
라운드 1
- 싱가포르
- 태국
- 라오스

그룹 A
- 일본
- 중화인민공화국
- 필리핀
- 라오스

그룹 B
- 대한민국
- 중화 타이베이
- 홍콩
- 태국

## 경기 결과

### 1차전
| 팀       | 승 | 패 | 득 | 실 | 차  |
| -------- | -- | -- | -- | -- | --- |
| 태국     | 2  | 0  | 21 | 1  | +20 |
| 라오스   | 1  | 1  | 9  | 11 | -2  |
| 싱가포르 | 0  | 2  | 7  | 25 | -18 |

|  | 2차전 진출팀 |

※ 모든 시간은 중국 표준시간 NST (UTC+8)이다.
| 2023년 9월 26일 18:30 | 라오스 | 1 : 4 | 태국 | 사오싱 야구장, 사오싱시 |
| 2023년 9월 26일 18:30 | 리포트 |       |      | 사오싱 야구장, 사오싱시 |

| 2023년 9월 27일 18:30 | 싱가포르 | 7 : 8 | 라오스 | 사오싱 야구장, 사오싱시 |
| 2023년 9월 27일 18:30 | 리포트   |       |        | 사오싱 야구장, 사오싱시 |

| 2023년 9월 28일 18:30 | 태국   | 17 : 0 (F/7) | 싱가포르 | 사오싱 야구장, 사오싱시 |
| 2023년 9월 28일 18:30 | 리포트 |              |          | 사오싱 야구장, 사오싱시 |

### 2차전

#### A조
1등🇨🇳중국
2등🇯🇵일본
3등🇵🇭필리핀
4등🇱🇦라오스

#### B조
1위🇹🇼대만
2위🇰🇷대한민국
3위🇭🇰홍콩
4위🇹🇭태국

#### 슈퍼라운드 (1-4위전)
1위🇹🇼대만                  결승전진출
2위🇰🇷대한민국           결승전진출
3위🇨🇳중국                  동메달결정전진출
4위🇯🇵일본                  동메달결정전진출
조별리그 상대전적 기준으로 했습니다^^

#### 최종라운드
동메달결정전 일본🇯🇵4:3🇨🇳중국    
결승전 대한민국🇰🇷2:0🇹🇼대만